# 梁陟
梁陟（?—?），字（或號）斗南，金代大兴府良乡县人。
金章宗明昌年間進士及第。歷官司农少卿，长于吏事，累官至同知南京路（河南）都转运使，有“梁都运”之稱。梁陟為一介儒士，向來排斥佛教。入元，定居燕京，耶律楚材“请立编修所于燕京，经籍所于平阳，编集经史，召儒士梁陟充长官”，又與王万庆、赵著等人“进讲东宫”。